# Palma de Mallorca
Palma de Mallorca, od decembra 2016 Palma (katalonščina [ˈpalmə], španščina [ˈpalma]), je glavno in največje mesto avtonomne skupnosti Balearskih otokov v Španiji. Je na južni obali Majorke v zalivu Palma. Arhipelag Cabrera, čeprav je zelo ločen od Palme, se administrativno šteje za del občine. Skozi letališče Palma de Mallorca gre več kot 29 milijonov potnikov na leto (podatek za 2018).